# Obština Gramada
Obština Gramada (bulharsky Община Грамада) je bulharská jednotka územní samosprávy ve Vidinské oblasti. Leží v severozápadním cípu Bulharska. Sídlem obštiny je město Gramada, kromě něj zahrnuje obština 7 vesnic. Žijí zde necelé 2 tisíce stálých obyvatel.

## Sídla
| - Bojanovo - Brankovci - Gramada (sídlo správy) | - Medeševci - Milčina Lăka - Sracimirovo | - Toševci - Vodna |

## Sousední obštiny
| Růžice kompasu | Kula        |                 |        | Růžice kompasu |
| Růžice kompasu | Belogradčik | Sever           | Vidin  | Růžice kompasu |
| Růžice kompasu | Belogradčik | Obština Gramada | Vidin  | Růžice kompasu |
| Růžice kompasu | Belogradčik | Jih             | Vidin  | Růžice kompasu |
| Růžice kompasu |             | Makreš          | Dimovo | Růžice kompasu |

## Obyvatelstvo
V obštině žije 1 462 stálých obyvatel a včetně přechodně hlášených obyvatel 1 777. Podle sčítáni 1. února 2011 bylo národnostní složení následující:
- Bulhaři: 1 951 (98.7 %)
- Romové: 25 (1.3 %)